# Miguel Galván
Miguel Eduardo Galván Meza (Juan Aldama, Zacatecas; 13 de octubre de 1957-Ciudad de México, 14 de abril de 2008), conocido comúnmente como su nombre artístico Miguel Galván o por su apodo La Tartamuda, fue un actor y comediante mexicano.

## Biografía
Originario de Juan Aldama, Zacatecas. Estudió la carrera de arquitectura sin terminarla en la  Universidad del Valle de México, sin embargo, su inclinación por la actuación lo llevó a tomar clases de teatro en el Estudio de actores Dimitrio Sarrás durante tres años. 
Miguel se dio a conocer por su personaje de La Tartamuda en un comercial de televisión.
Participó en las obras Mi amigo el unicornio, México canta y aguanta y Atrapado sin salida.
También participó en el séptimo arte, al lado de María Elena Velasco, en las cintas Ni de aquí, ni de allá, Se equivocó la cigüeña y Las delicias del poder.
La interpretación siempre fue su fuerte, y como gran actor incursionó en el drama, logrando así participar en las películas Perdita Durango (1997) y Sexo, pudor y lágrimas (1998).
Tiempo después inició su participación en los programas Picardía mexicana, La Hora Pico, La Parodia, El privilegio de mandar, XHDRBZ, Derbez en cuando y Al derecho y al derbez.
Trabajó también en telenovelas como Serafín, Mi destino eres tú, ¡Vivan los niños!, Contra viento y marea, La madrastra y Destilando amor.

## Fallecimiento
Falleció el 14 de abril de 2008 a los 50 años de edad, en la Ciudad de México, a consecuencia de una insuficiencia renal. 40 días antes de su muerte, fue internado en un hospital por una complicación de diabetes, una enfermedad con la que había estado luchando durante muchos años.

## Filmografía

### Cine
- Ni de aquí, ni de allá (1988) - Charly
- ¿De que color son tus ojos verdes? (1991) -
- Codicia Mortal (1991)
- Se equivocó la cigüeña  (1993) - Agente Basáñez
- Hades, vida después de la muerte  (1993)
- El amor de tu vida, S. A. (1996)
- Perdita Durango (1997)
- Sexo, pudor y lágrimas (1999)
- Todo el poder (1999)
- Serafín: la película (2001) - Roque
- Tierra de osos (2003) - Rutt
- One long night (2007)
- Happily N'Ever After (2007)
- Mejor que la vida (2008)

### Televisión
- Al derecho y al derbez (1993)
- Derbez en cuando (1998)
- Va de Nuez en cuando (1999)
- Serafín (1999) - Roque
- Cuento de Navidad (1999-2000) - Moisés
- Mi destino eres tú (2000) - Evaristo Reyes
- La hora pico (2000-2007) - Presentador / Varios personajes
- Diseñador de ambos sexos (2001) - Vendedor de revistas Capítulo 5: Ten cuidado con lo que deseas
- Aventuras en el tiempo (2001) - Godofredo "El Godis"
- ¡Vivan los niños! (2002-2003) - Primitivo Batalla
- La familia P. Luche (2003) - Secuestrador
- La Parodia (2004) - Varios personajes, entre ellos Shrek
- Contra viento y marea (2005) - Adán
- La madrastra (2005) - Josué Escobedo
- El privilegio de mandar (2006) - Varios personajes
- Destilando amor (2007) - Carmelo